# Massacre de Liège de 2011

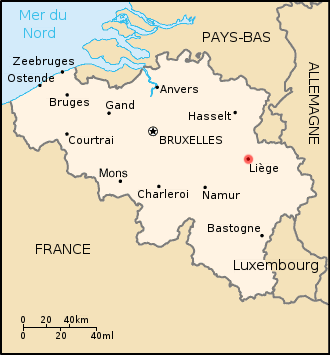
Local do atentado

O massacre de Liège de 2011 foi um assassínio em massa ocorrido na cidade de Liège na Bélgica.
Ocorreu em 13 de dezembro de 2011, aproximadamente as 9h30min de Brasília, 13h30min de Lisboa. A Praça Saint-Lambert estava tipicamente movimentada, pois era época de Natal. Um homem, de 33 anos, chamado de Nordine Amrani, começou a disparar com um fuzil automático leve e a lançar granadas do teto de uma padaria, acertando pessoas que estavam em um ponto de ônibus. O resultado foram 5 mortes e mais ou menos 120 feridos. Amrani cometeu suicídio após o ataque. Muitas informações estavam desencontradas sobre quem havia cometido o atentado e sobre o número de vítimas.

## Vítimas
- Antonietta Racano, de 45 anos, morreu no apartamento de Amrani no dia 13 de dezembro
- Mehdi Belhadj, de 15 anos, morreu na Praça Saint-Lambert em 13 de dezembro
- Pierre Gérouville, de 17 anos, morreu na Praça Saint-Lambert em 13 de dezembro
- Gabriël Leblond, de 1 ano, morreu em um hospital em 13 de dezembro
- Claudette Putzeys, de 75 anos, morreu em um hospital em 15 de dezembro
- Laurent Kremer, de 20 anos, morreu em um hospital em 23 de dezembro

## Nordine Amrani
Amrani possuía uma longa ficha criminal e tinha medo de voltar para a prisão. Tinha paixão por armas e cultivava maconha em sua residência. Seu passado criminal inclui abusos sexuais, prisão para menores, posse de armas e entorpecentes.